# Snoopy
|  | Aquest article tracta sobre el personatge de Peanuts . Si cerqueu el musical, vegeu «Snoopy!!! The Musical». |

L'Snoopy és un dels personatges principals de la tira còmica Peanuts creada per Charles Schulz. És el gos d'en Charlie Brown, i el seu excentricisme el converteix en el seu contrapunt. Va aparèixer per primer cop el 4 d'octubre de 1950. Primerament, era només la mascota del protagonista, però progressivament va anar adquirint rellevància i trets antropomòrfics que el van fer un personatge molt popular.
Se'l sol representar endormiscat al damunt de la seva caseta, en comptes d'estar-s'hi a dins com els altres gossos. Té diversos alter ego, com el d'escriptor frustrat o aviador de combat, en eterna lluita contra Manfred von Richthofen (el Baró Roig). També es transforma a vegades en Joe Cool, un personatge que sempre està a l'última moda i que és una estrella. Pot usar les seves orelles com a hèlix per desplaçar-se, creant gags còmics.
Manté una relació dominant amb el seu amo, invertint absolutament els papers, ja que l'única missió de Charlie Brown sembla alimentar i fer feliç el seu gos, que es comporta com un ésser hedonista i independent. Manté també una lluita ferotge amb en Linus, un nano de la colla, per arrabassar-li la seva manta.
A mesura que el personatge es desenvolupava i augmentava la seva profunditat psicològica, el seu creador el va dotar d'una família que ocasionalment protagonitza les tires de Peanuts. Destaquen Spike, un gos que viu enmig del desert amb un cactus com a amic, i els grangers Andy i Olaf.